# Viana kommun, Spanien
Viana är en kommun i Spanien.   Den ligger i provinsen Provincia de Navarra och regionen Navarra, i den norra delen av landet, 260 km norr om huvudstaden Madrid. Antalet invånare är 4 022. Arean är 79 kvadratkilometer. Viana gränsar till Agoncillo, Logroño, Oion / Oyón, Moreda Araba / Moreda de Álava, Aguilar de Codés, Aras, Bargota och Mendavia. 
Terrängen i Viana är platt åt sydost, men åt nordväst är den kuperad.